# جغد عینکی
جغد عینکی ( Pulsatrix perspicillata) یک جغد بزرگ بومی نوگرمسیری است. این گونه یک زادآور ساکن در جنگل‌های جنوب مکزیک و ترینیداد ، از طریق آمریکای مرکزی ، جنوب تا جنوب برزیل، پاراگوئه و شمال غربی آرژانتین است.  شش زیرگونه وجود دارد.  گاهی یکی از آنها به عنوان یک گونه جداگانه به نام جغد عینکی ابروکوتاه یا قهوه‌ای  در نظر گرفته می‌شود، اما اتفاق نظر بر این است که هنوز تنها یک نژاد است تا زمانی که بتوان تجزیه و تحلیل دقیق‌تری انجام داد. 

## نگارخانه

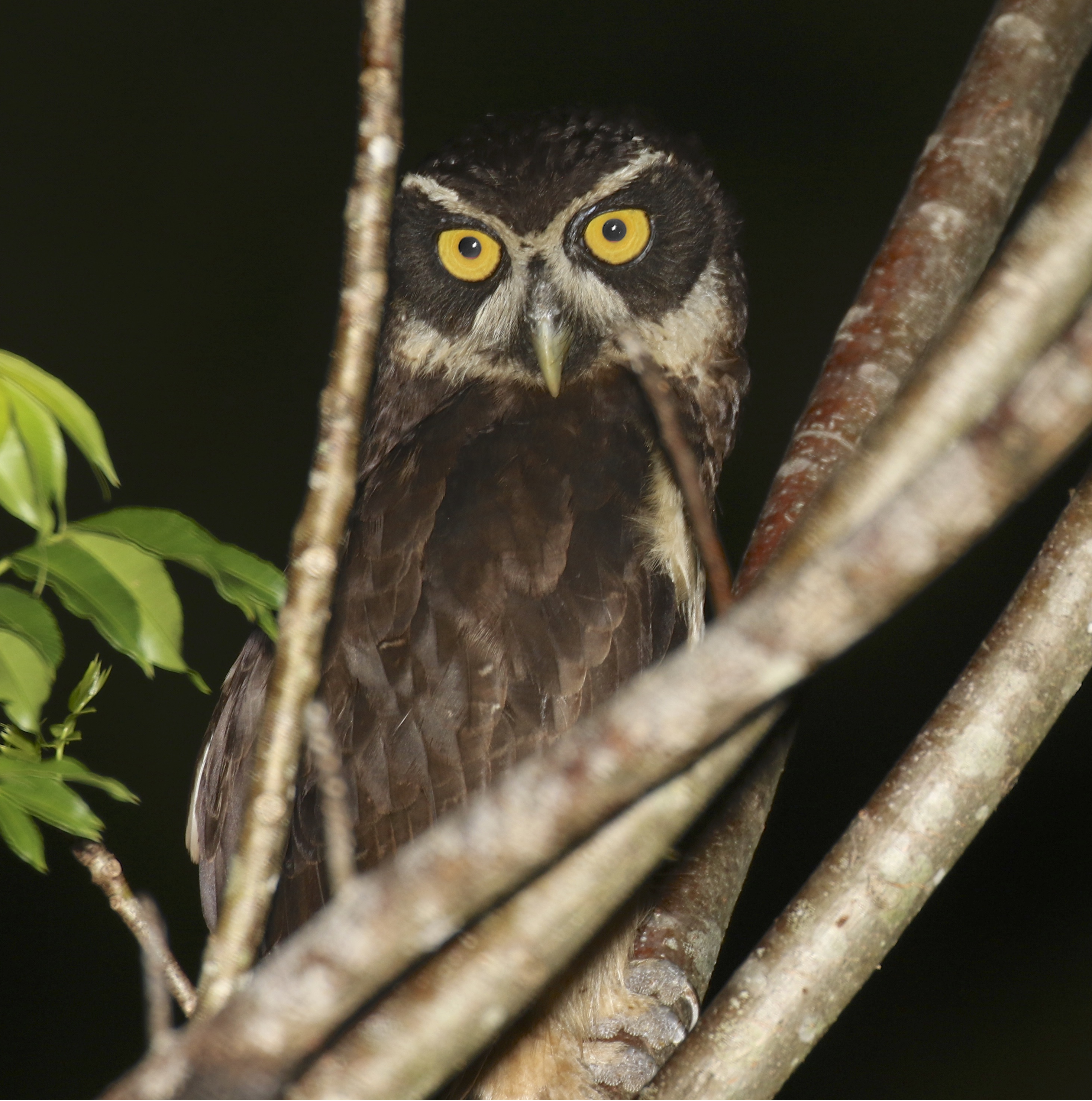
منطقه Chan Chich Lodge، بلیز - نگاره نورتابیده
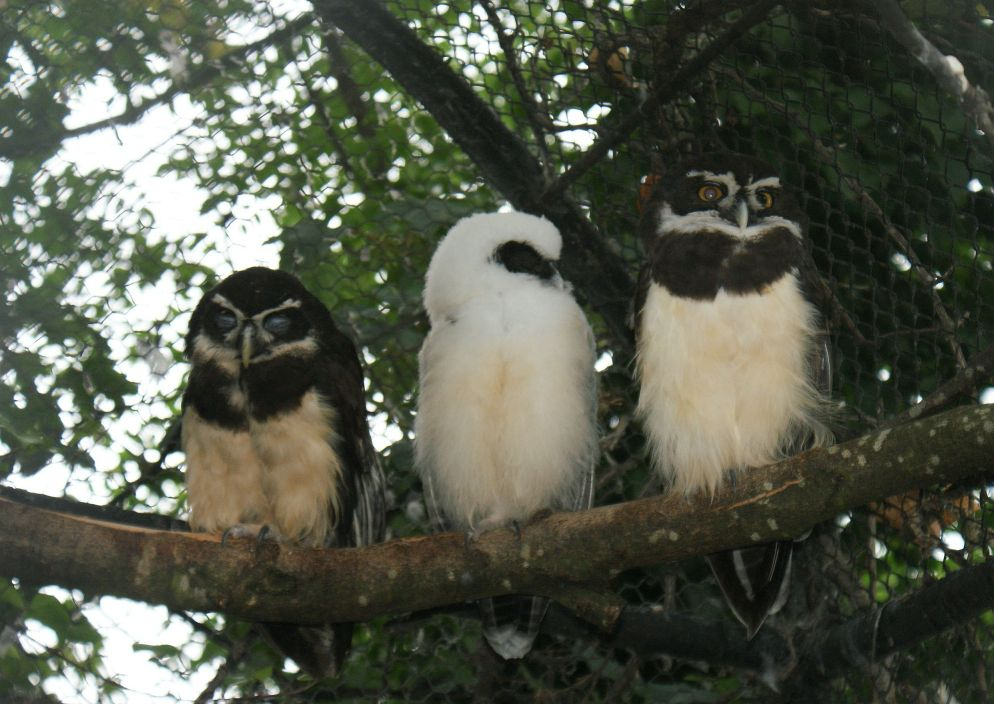
نر و ماده با جوجه خود در باغ وحش لندن
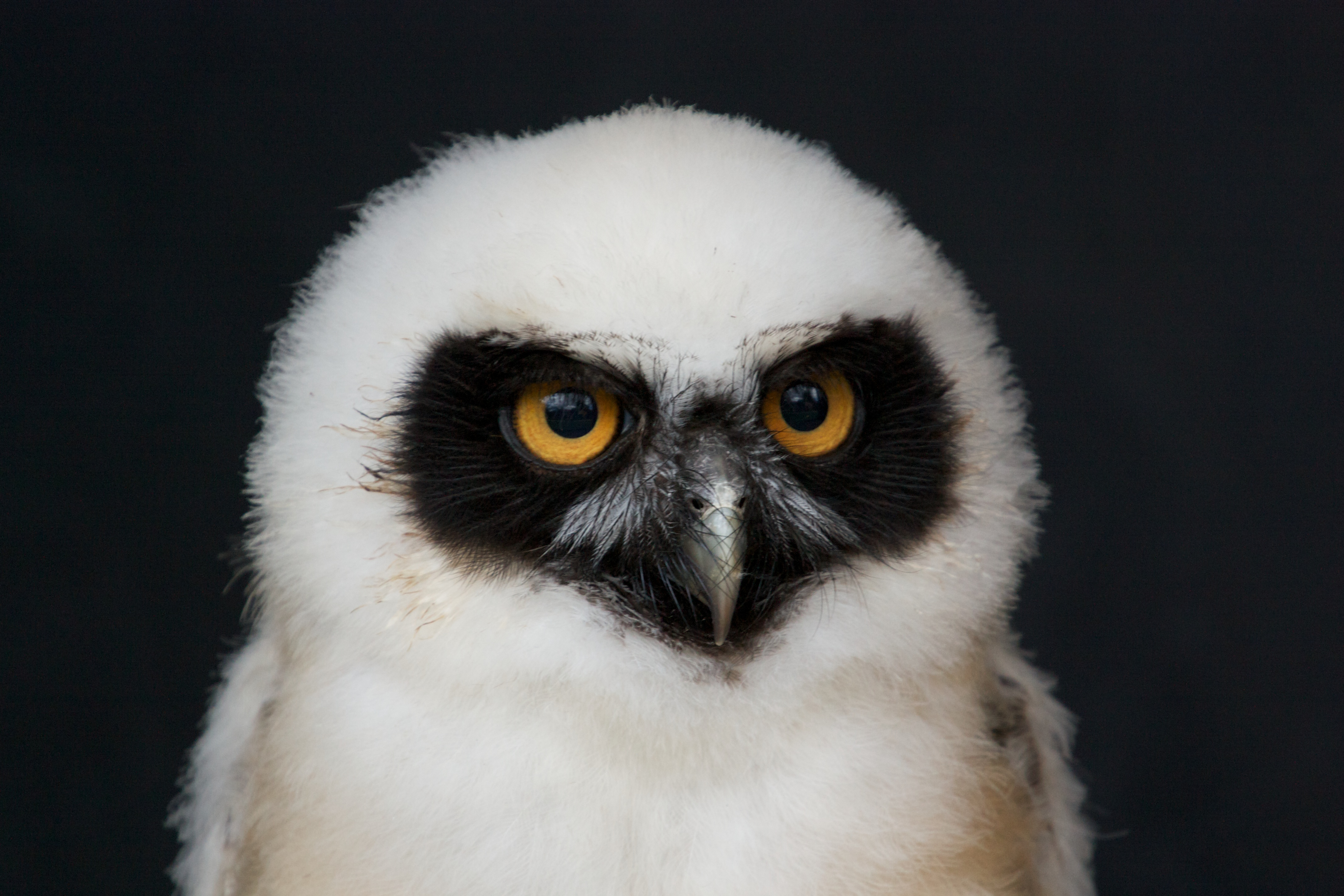
جوان
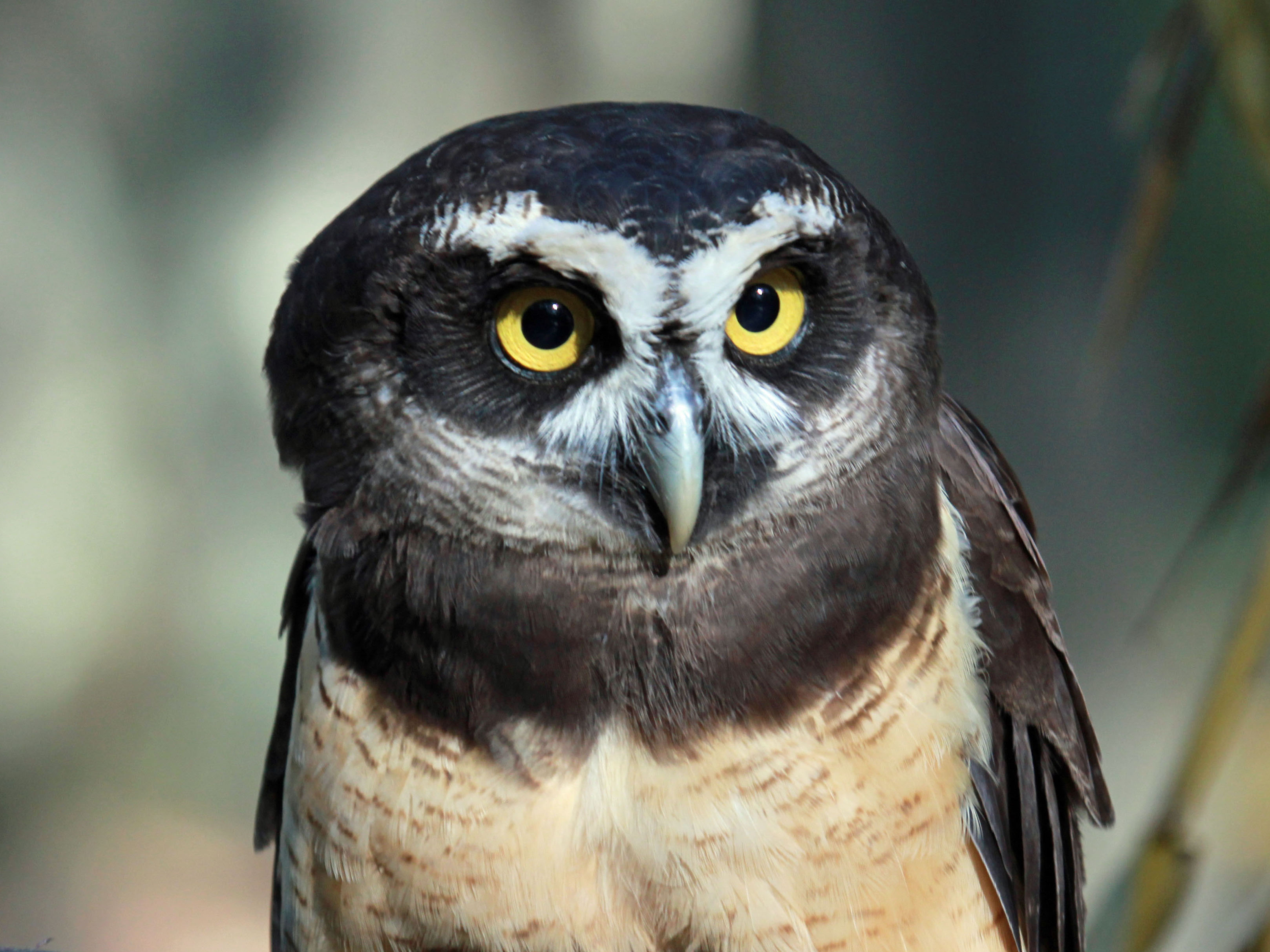
نمای نزدیک از سر
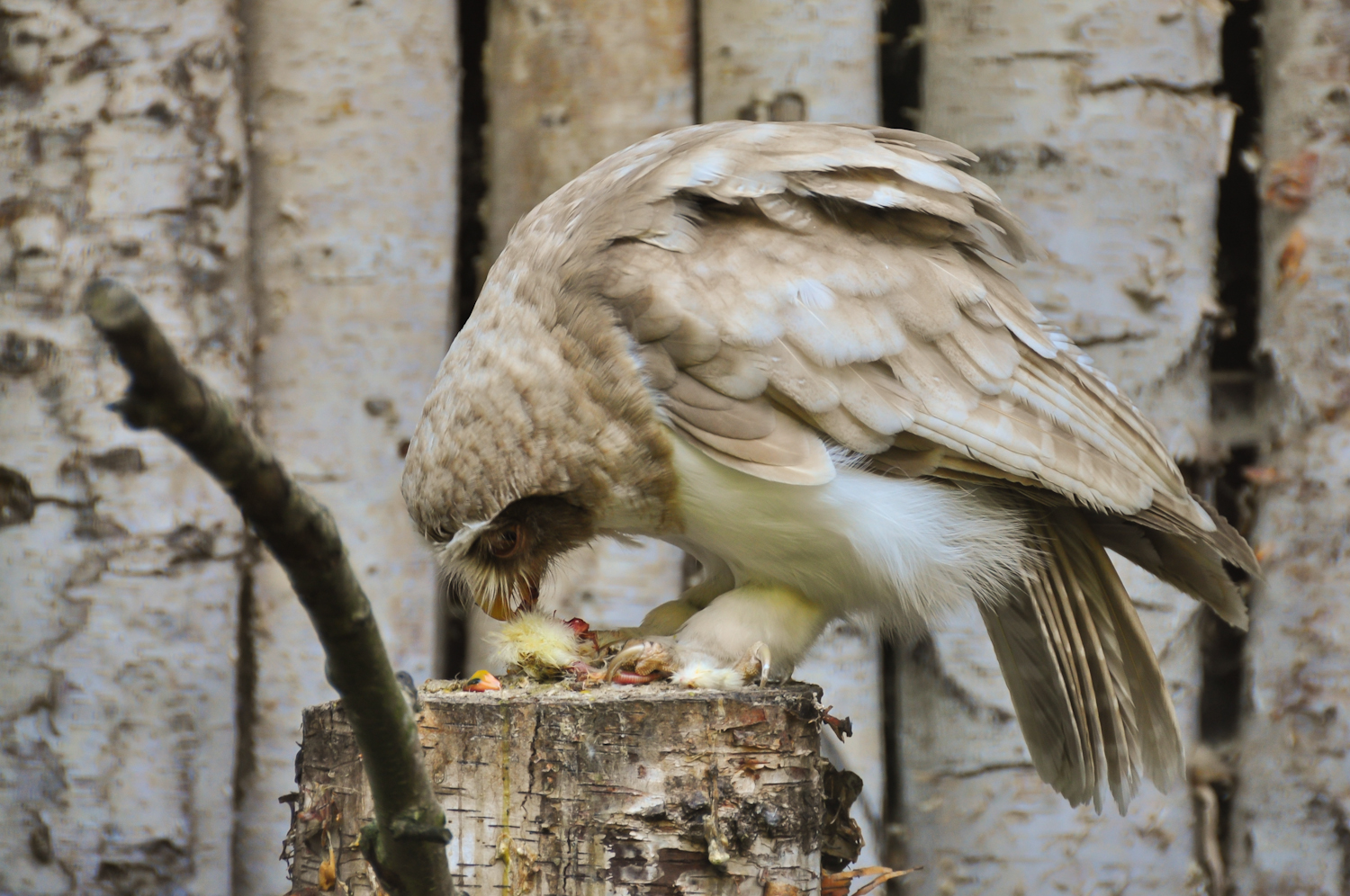
جغد عینکی طعمه مصرف می‌کند
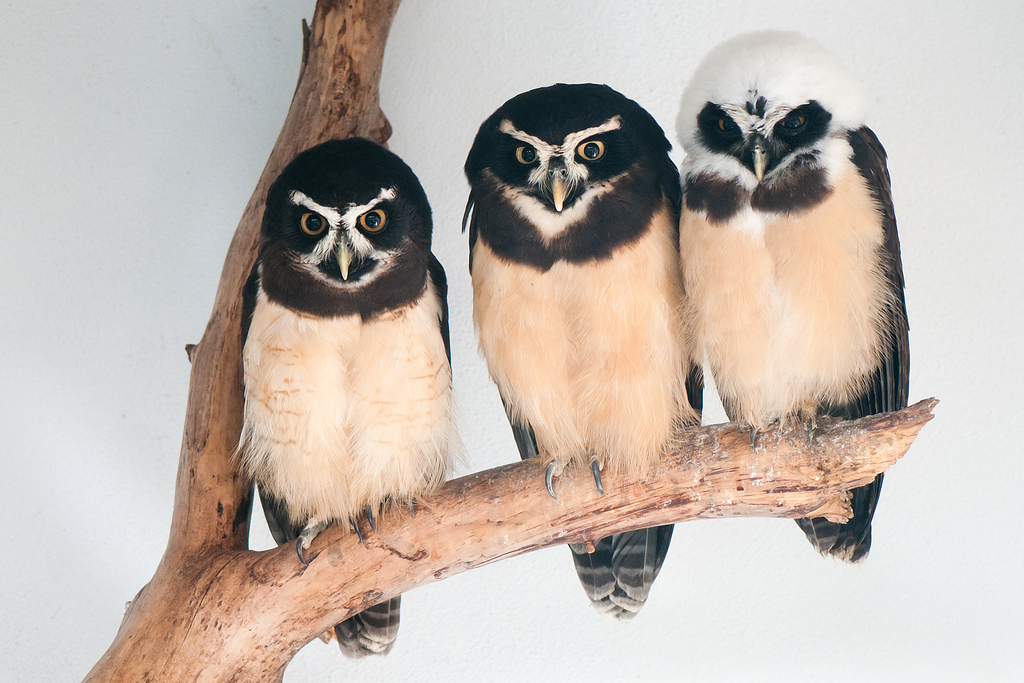
دو بالغ و یک نوجوان در اسارت